# جنفياف فوكونييه
جنفياف فوكونييه (بالفرنسية: Geneviève Fauconnier) ولد في 3 يناير 1886 بباربزيو وتوفى في 11 ديسمبر 1969 بسان- باليه- دي-نيجرينياك شارنت ماريتيم . وهو روائي فرنسي من جنوب شارنت . حصل على جائزة فيمينا الأدبية عام 1933.